# Objectivisme (sociologie)
Het in de sociologie gehanteerde begrip objectivisme gaat uit van het idee dat alle sociale verschijnselen bestaan onafhankelijk van de actoren. Een tegenhanger van dit idee is het constructionisme, dat stelt dat de sociale verschijnselen alleen maar kunnen bestaan omdát ze gecreëerd worden door de actoren. De begrippen objectivisme en constructionisme zijn twee uiterste visies binnen de ontologie (de zijnsleer). Binnen dit deelgebied van de filosofie staat de vraag hoe de werkelijkheid is centraal.